# Отто Йордан
Отто Йордан (нім. Otto Jordan; 25 листопада 1897, Вюрцбург — 5 вересня 1977, Штутгарт) — німецький офіцер, генерал-майор люфтваффе.

## Біографія
13 січня 1915 року поступив на службу в 9-й піший артилерійський полк. Учасник Першої світової війни. 11 березня 1917 року перейшов у авіацію, спостерігач. Після демобілізації армії продовжив службу в рейхсвері. З 1 листопада 1928 по 30 квітня 1930 року проходив секретну авіаційну підготовку в Липецьку.
1 квітня 1934 року перейшов у люфтваффе, пройшов курс у розвідувальній школі в Брауншвейгу. З 1 жовтня 1934 року — командир ескадрильї 115-ї розвідувальної групи (Геппінген). З 1 вересня 1936 року — у штабі командування 4-го авіаційного округу, з 1 квітня 1938 року — 2-ї авіаційної групи.
З 1 серпня 1938 року — командир 23-ї розвідувальної групи (Ешвеге). З 21 вересня 1939 року — керівник курсу 3-го розвідувального авіаційного училища. З 1 жовтня 1940 року — командир 1-го розвідувального авіаційного училища. З 15 квітня 1942 року — командир 14-го авіапольового полку. З 16 квітня 1943 року — у штабі 13-го авіакорпусу. З 26 травня 1943 по 17 лютого 1944 року перебував у резерві ОКЛ, одночасно з 6 червня по 15 листопада 1943 року — в розпорядженні спеціального штабу генерал-майора Штагеля. З 18 лютого 1944 року — у генштабі 1-го повітряного флоту. З 7 березня 1944 року — в розпорядженні коменданта аеродромного району Дронтгайма. З 8 квітня 1944 року — комендант аеродромного району Нарвіка. 23 вересня 1945 року взятий в полон британськими військами. Звільнений 22 травня 1948 року.

## Звання
- Фенріх (13 січня 1915)
- Лейтенант (16 липня 1915)
- Оберстлейтенант (1 квітня 1925)
- Гауптман (1 квітня 1932)
- Майор (1 серпня 1935)
- Оберстлейтенант (1 січня 1938)
- Оберст (1 вересня 1940)
- Генерал-майор (1 березня 1944)

## Нагороди
- Залізний хрест 2-го і 1-го класу
- Нагрудний знак пілота-спостерігача (Пруссія)
- Почесний хрест ветерана війни з мечами
- Медаль «За вислугу років у Вермахті» 4-го, 3-го і 2-го класу (18 років)
- Орден Хреста Свободи 1-го класу із зіркою і мечами (Фінляндія) (25 березня 1942)
- Орден Михая Хороброго 2-го класу (1 вересня 1942)